# Kościół św. Marcina w Gromniku
Kościół św. Marcina w Gromniku – rzymskokatolicki kościół, znajdujący się w miejscowości Gromnik, należącej do powiatu tarnowskiego województwa małopolskiego.
Do 1991 pełnił rolę kościoła parafialnego, obecnie nieużytkowany. Świątynia leży na szlaku architektury drewnianej w Województwie Małopolskim. 

## Historia
Kościół zbudowano w 1727, prawdopodobnie z wykorzystaniem elementów starszej budowli, pochodzącej z przełomu XV i XVI wieku. Konsekrowany został w 1750. Wieżę dostawiono w czasie przebudowy i rozbudowy w pierwszej połowie XVIII wieku.

## Architektura i wyposażenie
Jest to budowla drewniana konstrukcji zrębowej, trójdzielna, orientowana. Do nawy pokrytej jednokalenicowym gontowym dachem dostawiona jest nietypowa wysoka wieża o unikatowej w skali małopolski formie - konstrukcji słupowej, w dolnej kondygnacji czworoboczna, w górnej ośmioboczna, zwieńczona baniastym hełmem. Z boku nawy znajduje się kruchta. Ściany są oszalowane.
Wewnątrz znajdują się kolebkowe sklepienia pozorne z dekoracyjnymi żebrami z dekoracjami malarskimi, naśladującymi rozgwieżdżone niebo. Ściany zdobi polichromia figuralna z XIX wieku. W zachodniej ścianie nawy portal zwieńczony rzeźbą św. Marcina na koniu z XVIII w. Wyposażenie pochodzi głównie z drugiej połowy XVIII wieku. Z XVI w. pochodzi rzeźba Chrystusa Zmartwychwstałego, kamienna chrzcielnica datowana jest na XVII w., a późnogotycki krucyfiks z belki tęczowej pochodzi z końca XV wieku. Obraz Ostatnia Wieczerza malowany w 1539, zapewne przez Mistrza Tryptyku z Wójtowej, znajduje się obecnie w Muzeum Diecezjalnym w Tarnowie. 

## Otoczenie
Obok kościoła stoi murowana dzwonnica typu arkadowego z trzema dzwonami: Królowa Polski, Józef oraz Marcin. Kościół otacza stary cmentarz z grobami dawnych właścicieli Gromnika.

## Galeria

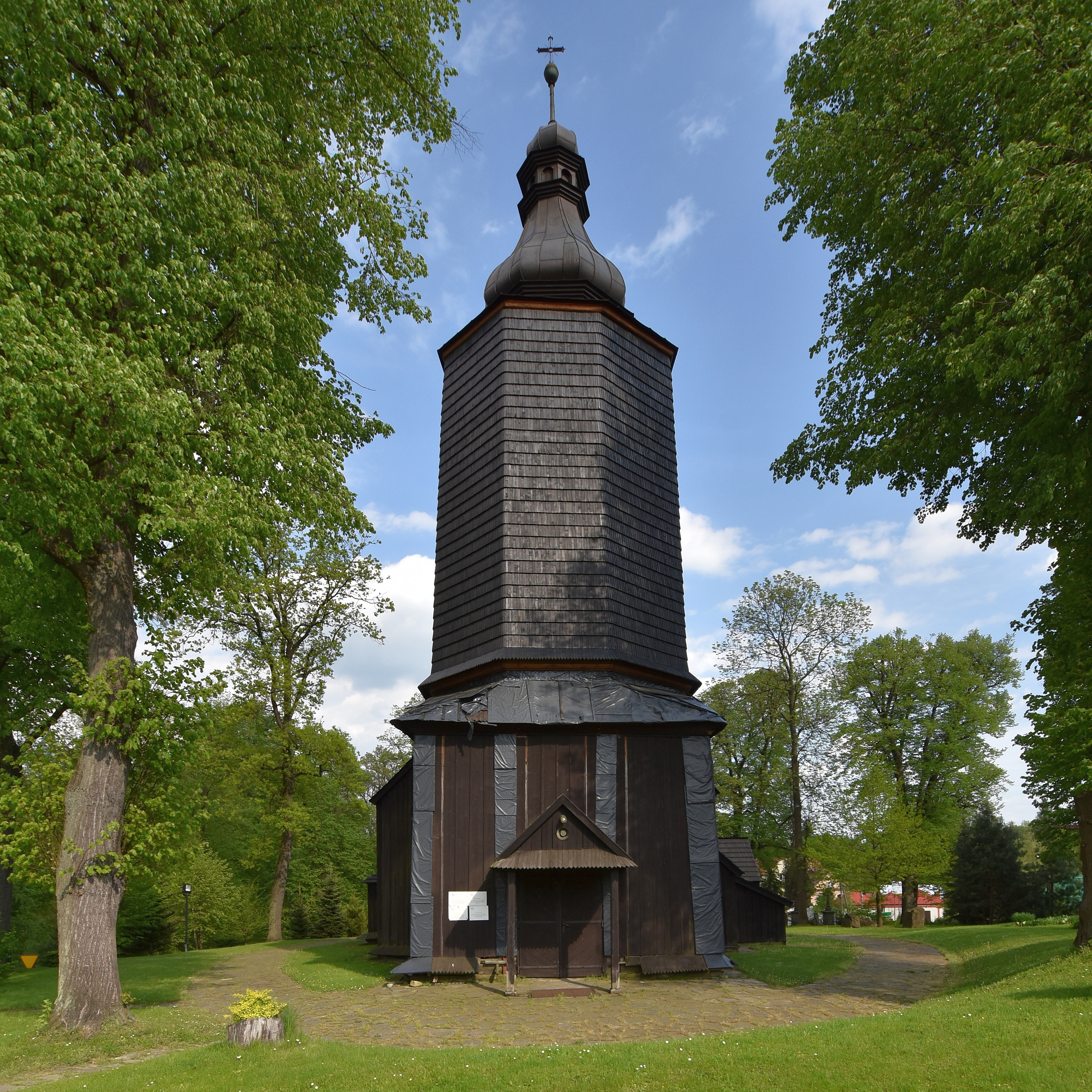
Elewacja frontowa
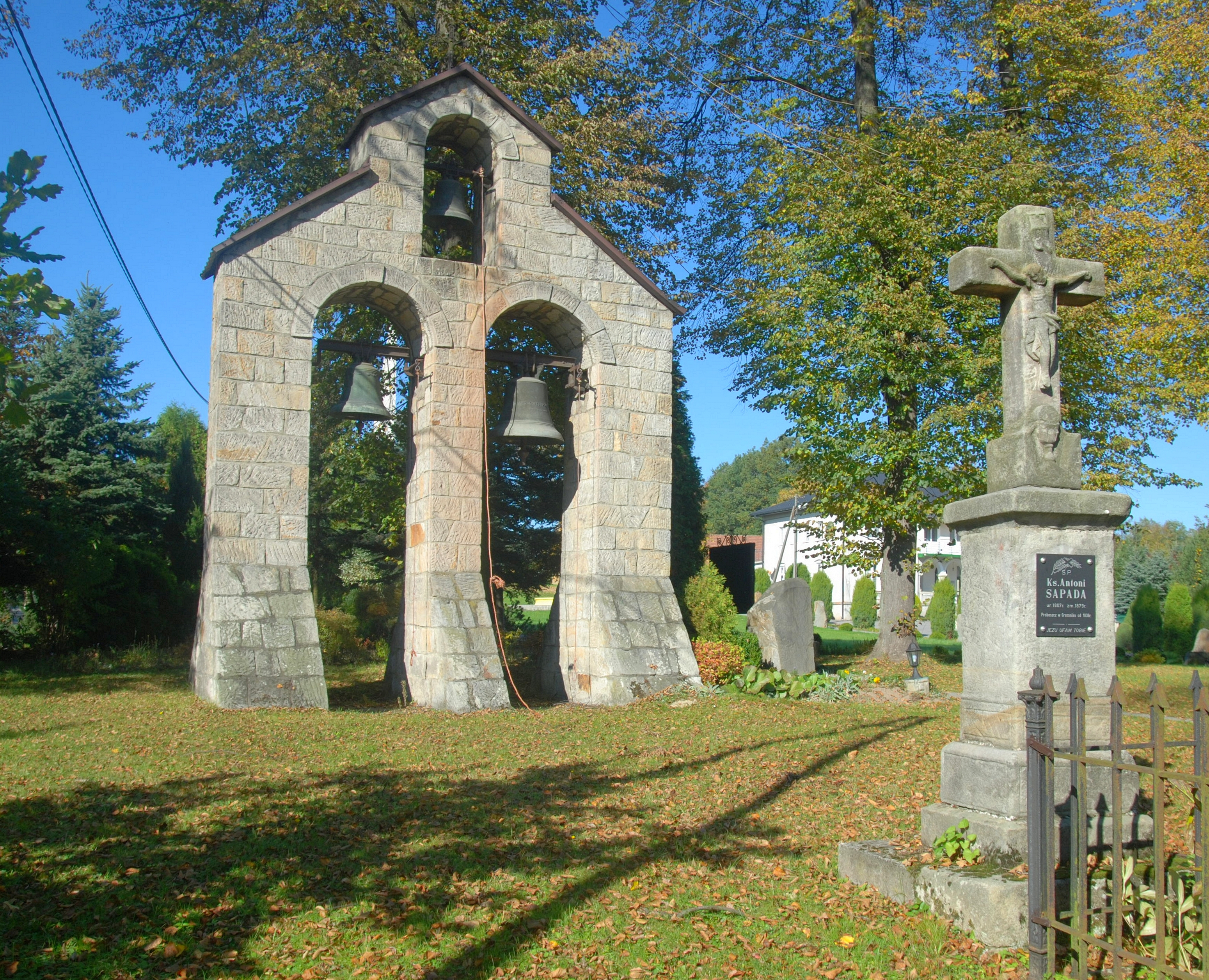
Dzwonnica
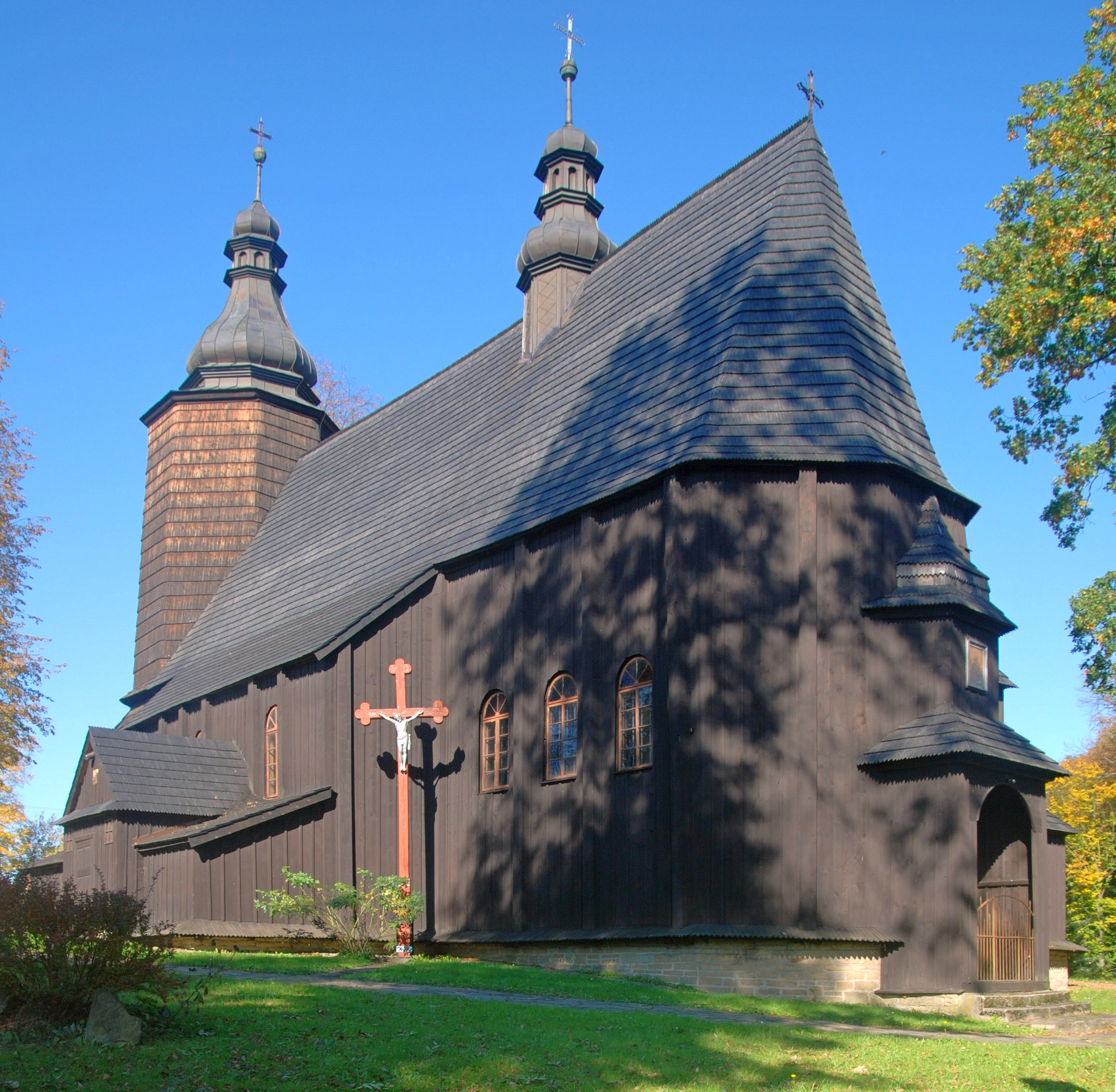
Widok od prezbiterium
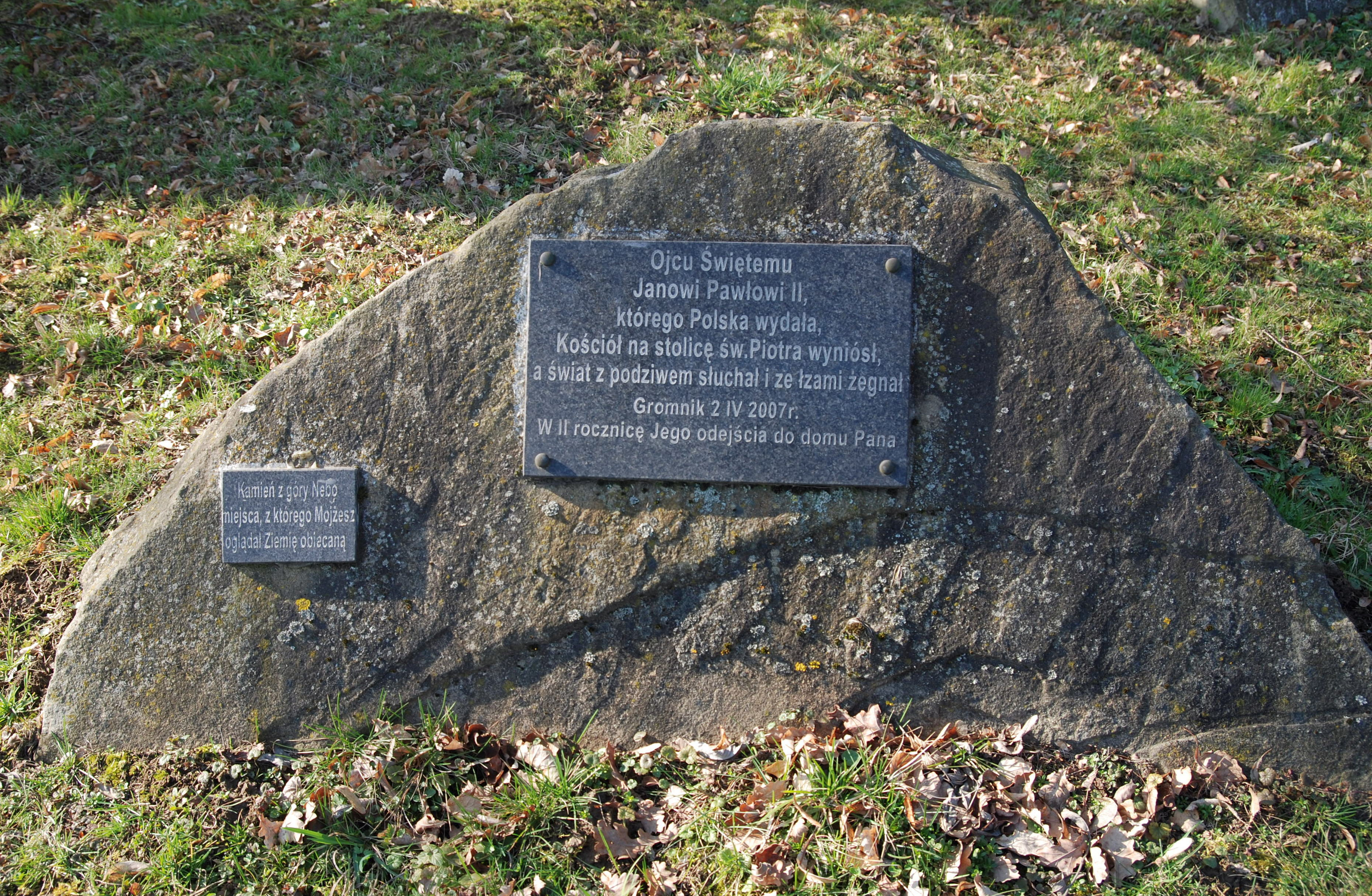
Głaz pamięci JPII